# Бейлин, Михаил Маркович
Михаил Маркович Бейлин (ивр. מאטוויי ברנוב‎; 2 сентября 1976, Пермь, РСФСР, СССР) — израильский борец греко-римского стиля, призёр чемпионатов мира и Европы, участник Олимпийских игр.

## Спортивная карьера
Борьбой стал заниматься с 1984 года в родной Перми. В 1994 году он вместо со своими родителями переехал в Израиль и начал тренироваться и выступать за борцовский клуб «Хапоэль» из Тель-Авива . В 1999 году его родители, которые не смогли найти работу в Израиле, вернулись в Пермь и Михаил начал часто ездить туда, постепенно все больше и больше времени проводя там. Он объяснял это тем, что хочет больше времени проводить с родителями и подругой и тем, что в России много хороших спарринг-партнеров для тренировок. Вместе с тем он постоянно возвращался оттуда с лишним весом, из-за чего вынужден был перейти в более тяжелую весовой категории. В сентябре 1999 года в Афинах он завоевал бронзовую медаль чемпионата мира. В сентябре 2000 года на Олимпиаде в Сиднее на групповом раунде сначала одолел Виталия Жука из Белоруссии, затем уступил Баходиру Курбанов, не вышел из группы, заняв в итоге 15 место. В декабре 2001 года в греческих Патрах во второй раз стал бронзовым призёром чемпионата мира. В мае 2002 года занял 3 место на чемпионате Европы в финском городе Сейняйоки. В феврале 2004 года, несмотря на то, что он получал стипендию МОК в размере 500 долларов в месяц, а также стипендию спортсмена-репатрианта – 2 500 шекелей в месяц и другую дополнительную помощь, Михаил Бейлин без уведомления израильской федерации борьбы исчез из тренировочных сборов, проходивших в Украине накануне летних Олимпийских игр 2004 года. Затем он нашелся в Перми. Бейлин был тогда отстранен от участия в олимпийском квалификационном турнире , а затем и вовсе покинул Израиль и вернулся в Пермь. Главный тренер сборной Израиля Борис Винокуров был отстранен от должности за то, что покрывал недисциплинированного спортсмена. Сам Бейлин заявил, что он уходит из большого спорта и теперь будет тренировать детей в родном городе. В Перми основал несколько фирм и занимается недвижимостью.

## Спортивные результаты
- Чемпионат Европы по борьбе 1996 — 12;
- Чемпионат Европы по борьбе 1997 — 6;
- Чемпионат мира по борьбе 1997 — 4;
- Чемпионат Европы по борьбе 1998 — 17;
- Чемпионат мира по борьбе 1998 — 13;
- Чемпионат Европы по борьбе 1999 — 8;
- Чемпионат мира по борьбе 1999 — ;
- Олимпийские игры 2000 — 15;
- Чемпионат Европы по борьбе 2001 — 7;
- Чемпионат мира по борьбе 2001 — ;
- Чемпионат Европы по борьбе 2002 — ;
- Чемпионат мира по борьбе 2002 — 12;
- Чемпионат мира по борьбе 2003 — 20;
- Чемпионат мира по борьбе 2005 — 19;
- Чемпионат Европы по борьбе 2006 — 19;